# المدور (البرتغال)
المُدَوَّر أو (نقحرة: المودوفار) هي بلدة وبلدية في منطقة باجة في البرتغال. بلغ عدد السكان في عام 2011 7449 نسمة  في مساحة 777.88 نسمة كم 2 . 

## تاريخ
أُشير إلى قرية المدور في رسم الخرائط الإسلامية في العصور الوسطى أعيد بناء المستوطنة في وقت الغزو الإسلامي لشبه الجزيرة الأيبيرية ، مع وجود جدران تحيط بها وقلعة في الداخل. ومع ذلك فقد اختفت بقايا.